# 17세기 문학
17세기 문학은 17세기에 제작된 세계 문학을 의미한다.

## 프랑스
프랑스 17세기 문학은 일반적으로 고전주의 문학이라 말하고 있으나 참다운 고전주의는 루이 14세의 친정(親政)이 시작된 1661년부터 약20년 동안에 불과하다. 따라서 이 세기의 문학은 그 20년 동안과 이를 전후하는 시기의 세 부분으로 나누어 볼 수 있다.
제1기(1598-1661)는 모든 면에 있어서 규율화의 경향과 바로크적 경향과의 항쟁시기이다. 즉 전자의 출현은 정치면에 있어 절대 왕정제도의 진행과 종교계에서는 카톨릭 복권(復權)의 노력이고 문화면은 언어의 정화와 제형식의 적용, 취미의 세련 및 예절의 강제로서 말레르브, 보질라(1585-1650), 발자크(1597-1654) 등 ‘프레시오지테’의 경과를 보이면서도 살롱을 중심으로 하는 ‘사교계’와 아카데미가 이에 참가한다. 이 동안 데카르트가 출현할 ‘이성의 군림’을 준비한다. 이 경향에 대해 휴머니즘의 전통에서는 자유파와 독립파는 테오피르를 중심으로 영감(靈感)의 자유에 대한 권리를 주장하며 ‘프레시오지테’에 대하여 스카롱을 선두로 하는 ‘뷔를레스크’의 반항이 생겨 나와 이 시기에 독특한 색채, 즉 바로크적 경향을 띠면서 모름지기 규율화에의 저항을 나타냈다.
제2기(1661-1685)는 전대의 자유사상을 극복하고 정치적 사회적으로 질서가 확립되며 그로인해 지탱된 참다운 고전주의의 시기이다. 고전주의 문학의 원리는 이성에 의한 인간심리, 모랄의 보편성, 즉 ‘참다운 것’을 구하는 것이며, 그리스·로마의 문화에서 모범을 찾아 거기에서 도출(導出)된 방식을 지키며 정리 순화된 언어로 ‘사람의 마음에 들면서 사람을 교육’하기 위하여 내용의 ‘참된 것’을 절도있는 형식으로 표현하려 하는 것이다. 그러나 이 시기의 작가들은 특히 ‘고전주의파’를 결성하지는 않았고 각자 독자적인 입장을 유지하면서도 전술한 바와 같은 공통점이 생겼다는 것이다.
이 시기를 장식하는 작가들로서는 의지의 비극을 강조한 코르네유와 섬세한 문체로서 여성심리의 심오함을 파헤친 라신, 자연에 따르도록 가르쳐 불후의 전형(典型)을 그린 몰리에르, 고전주의 이론을 집대성한 보왈로, 이성과 감성의 논리를 훌륭한 문체로 쓴 파스칼, 우화의 라 퐁테느, 모랄리스트인 라 로시푸코, 뛰어난 심리소설의 라피트 부인, 서간문학의 세비네 부인, 대설교가인 보쉬에 등으로 그들은 프랑스 고전주의 문학을 완성하여 프랑스 문학을 다시금 유럽에 군림하는 문학이 되게 하였다.
제3기(1685-1715)는 고전주의 분해와 신풍이 불기 시작하는 시기이다. 즉 왕권의 쇠퇴는 기성질서의 옹호를 초래하고, 이 질서 위에 서 있던 이성과 감성의 균형이란 고전주의의 이상이 이성의 우월이란 형태로 분해되어 간다. 그 상징적 사건은 ‘신구(新舊)논쟁’에 있어서 페로 등 근대파의 승리인 것이다. 또 고전주의의 실천자이지만 유연한 문체와 자유스러운 정신으로 신풍을 예고한 페늘롱과 라 브뤼에르가 활약하였고 베일 퐁트넬은 18세기 철학자의 선구자가 된다.

## 러시아, 소련
17세기 초 참칭자(僭稱者)인 가짜 드미트리의 출현을 계기로 해서 일어난 대동란은 러시아 사회에 현저한 변화를 초래한 것은 물론이고 문학에도 지대한 영향을 끼쳤다. 대귀족에 대신한 사족(士族)의 진출, 상공업의 발흥에 수반한 새로운 독자층의 출현, 서구제국과의 교섭증대 등이 원인이 되어 문학에 세속적 요소가 점차로 뚜렷해진 것이 바로 그것이다.
17세기 초에는 대동란에서 취재한 <모스크바 국가의 포로와 멸망 이야기> <스코핀 슈이스키공의 죽음과 매장 이야기> 돈 카자흐의 활약을 묘사한 <아조프 농성 이야기>를 비롯한 여러 작품 등 몇 개의 종군기가 나왔으며, 이들 작품은 전통적 수법을 지키면서도 사건의 즉물적 묘사에의 경향 가운데 새로운 시대의 조짐을 감지케 한다.
17세기 문학의 최대 특징을 이루고 있는 것은 일련의 세 상인의 이야기이다. 운문으로 된 <불행한 이야기>는 어떤 상인의 아들이 ‘불행’에 봉착, 속세의 온갖 고난을 겪은 끝에 수도원에 들어가 구원을 받는다는 내용이다. 역시 마찬가지로 상인의 아들이 등장해서 남의 젊은 아내와 밀통하는 <사바 그루친의 이야기>에서도 결국 주인공은 영혼의 구제를 수도원에서 구하는 것으로 되어 있으나 어느 쪽이나 이야기의 흥미 중심은 세상의 묘사에 있다. 가난한 청년이 책략을 써서 부유한 귀족의 딸을 손에 넣고 자신의 출세를 꾀하는 <프롤 스코베예프의 이야기>, 남편의 부재시 현명한 처가 종횡무진의 지략을 써서 정조를 지키는 <카르프 수툴로프의 이야기>에는 종교 냄새나 교훈적 색채 같은 것은 전혀 나타나고 있지 않다. 이들 작품의 작자는 미상이다.
이 밖에 17세기에는 <요르슈 에르쇼비치의 이야기> <셰미야카의 재판 이야기> 등과 같은 풍자문학도 성행했다.
또한 새로운 경향은 성인전 분야에도 미쳐 아들에 의해 묘사된 여성의 전기로서 흥미가 있는 <율리아니아 라자 레프스카야전(傳)>이나, 고대문학의 도미(掉尾)를 장식하는 걸작 <자전>이 나왔다.

## 영국
1603년의 엘리자베스 여왕의 붕어(崩御)로 ‘영국사의 최성기’라고까지 일컬어졌던 시대에 선이 그어진다. 그러나 그것은 반드시 영국 르네상스 문학의 종식을 의미하지는 않는다. 사실 이 세기의 대표적인 시인인 존 밀턴을 르네상스 문학 최후의 꽃으로 보는 견해가 상식적이다. 그러나 동시에 영국에 있어 근대화의 걸음이 이 시대에서 시작했다는 것도 사실이다. 때문에 이 시대, 특히 그 전반은 르네상스적 사조와 계몽사조가 혼류한 과도기적 시대였다고 할 수 있을 것이다.
근대화의 걸음을 어디에서 찾을 것인가 하는 것은 한마디로 대답할 수 없지만 자연과학적 세계관, 분석·비판의 정신, 자의식의 각성과 같은 풍조는 그 어김없는 징조로 보여진다. 이 개혁적인 정신이 홉스나 로크의 정치학설을 탄생하게 한 기반을 만들었고 또 청교도 혁명과 왕정복고 후의 명예혁명을 성공시킨 배경이 된다. 영국은 이렇게 하여 국정의 주권을 인민의 손에 위임하게 되었고 민주사상은 이 시대의 산물이었다.
시의 세계에서는 왕당파 시인이라 불리는 일단의 활약을 볼 수 있고, 또 철학시라고 후에 이름지어진 작풍이 생겨났다. 1642년에 청교도가 극장을 폐쇄하게 되어 극은 왕정복고 이후에 오히려 개방적인 내용의 작품이 속출하였다. 위철리(1641-1716)와 콘그리브(1670-1729)의 풍속희극이라는 것이 성행했다. 또 산문의 진출이 현저하다. 1611년 완성된 흠정영역 성서가 보여준 간경(簡勁)하고 웅장한 문체는 영국산문의 모범이 되었다. 기타 베이컨, 로버트 버튼(1577-1640), 토머스 브라운경(卿)(1605-1682) 등의 산문이 대표적이라고 하겠다. 산문의 진출은 사람들의 근대화의 자각과 관계가 있다고 보겠다.

## 같이 보기
- 16세기 문학
- 18세기 문학